# Tomáš Lom
Tomáš Lom (1. srpna 1924 Vídeň – 23. června 2021 Praha) byl český válečný veterán, letec 311. čs. bombardovací perutě RAF za druhé světové války. K roku 2020 byl jedním z posledních žijících českých druhoválečných veteránů RAF.

## Život

### Před válkou
Narodil se do židovské rodiny oftalmologa Arnolda Löwensteina (1882–1952) a jeho první manželky Elfriede (1893–1925), rozené Brillové. Měl staršího bratra Waltera (1919–2014). Kolem roku 1925 nebo 1926 odešel s rodiči do Prahy. Otec se po matčině smrti oženil roku 1928 se svojí asistentkou Annou (1903–1986), rozenou Micko. V roce 1929 se narodil jeho nevlastní bratr Bedřich. 

### Emigrace a vojenské působení
Rodina se těsně před okupací rozhodla emigrovat do Anglie. Z Československa vycestoval 12. března 1939. V Anglii studoval střední školu, získal maturitu, a poté i titul bakaláře v oboru matematika a fyzika na univerzitě v Glasgow. Hned po dosažení 18 let, v roce 1942, se chtěl přidat do armády. Přes československou ambasádu v Londýně se dostal k pozemnímu vojsku v Cholmondeley, ale chtěl se stát letcem a v 1943 absolvoval pětiměsíční výcvik na radiooperátora. Stal se palubním radistou-radiomechanikem s hodností seržanta. Následoval další výcvik a na přelomu let 1944 a 1945 byl přidělen k 311. čs. bombardovací peruti.
Absolvoval jediný operační let, třináctihodinovou hlídku mezi Norskem a Islandem. Přestože si přál zůstat u bombardovací perutě, byl převelen k výcvikové jednotce 111. OTU Nassau na Bahamách, kde jako člen posádky pomáhal výcviku pilotů bombardovacích letadel. Zaučoval také nováčky radisty. Vzpomínal, že jednou při cvičném letu jim uvnitř letadla vybuchla bomba, přes značné poškození letadla ale přistáli bez zraněných.

### Poválečný život
V srpnu 1945 se vrátil do Prahy v hodnosti rotného. Změnil si příjmení na Lom, vystudoval Matematicko-fyzikální fakultu Univerzity Karlovy, oženil se, má syna a dceru. Pracoval v závodě Tesla-VUVET. Po válce vstoupil do komunistické strany, v roce 1968 byl ale při prověrkách vyloučen. Až do důchodu byl řadovým vědeckým pracovníkem.
Při příležitosti 75. výročí konce války 8. května 2020 dostal od prezidenta republiky Miloše Zemana pamětní list. 7. prosince 2020 se rozhodl pamětní list na protest vrátit. Uvedl, že prezidentovo konání vnímá jako „vlastizrádné ve prospěch systémových protivníků České republiky“.